# 罗忠镕
罗忠镕（1924年12月12日—2021年9月2日），男，四川三台人，中国作曲家、音乐理论家，中国音乐学院教授。曾任中国音乐家协会常务理事。